# بخش ناکس (شهرستان هولمز، اوهایو)
بخش ناکس (به انگلیسی: Knox Township) یک منطقهٔ مسکونی در ایالات متحده آمریکا است که در شهرستان هولمز، اوهایو واقع شده‌است.
 بخش ناکس ۷۲٫۲۹ کیلومتر مربع مساحت و ۱٬۱۱۷ نفر جمعیت دارد و ۳۶۵ متر بالاتر از سطح دریا واقع شده‌است.